# جوزف تیلور رابینسون
جوزف تیلور رابینسون (به انگلیسی: Joseph Taylor Robinson) زاده ۲۶ اوت ۱۸۷۲ - درگذشته ۱۴ ژوئیهٔ ۱۹۳۷ سناتور سابق عضو حزب دموکرات ایالات متحده آمریکا بود. وی در سال ۱۹۱۳ تا ۱۹۳۷ میلادی سناتور ایالت آرکانزاس در سنای ایالات متحده آمریکا بود.